# Raimo Heino
Raimo Heino (né le 13 septembre 1932 à Helsinki ; décédé le 30 novembre 1995) est un artiste finlandais.

## Carrière
Raimo Heino a dessiné de nombreuses pièces et médailles dont la face nationale de la pièce de 2 euro finlandaise, avec comme motif une baie et une fleur de plaquebière.

## Œuvres
Raimo Heino a reçu le prix Pro Finlandia pour la sculpture Minä se olen de  l'autel de l'Église de Oulunkylä.
On lui doit le relief surplombant le portail de l'église de Kerava représentant les apôtres et la sculpture Konerytmi de l’école technique de Hämeenlinna.

### Autres œuvres célèbres
- Mémorial de Väinö Voionmaa (1971), Jyväskylä[3]
- Metamorfoosi (1978), Jyväskylä[4]
- Evankelistat (1988), Kerava